# Algassime Bah
Algassime Bah (Conakry, 12 novembre 2002) è un calciatore guineano, attaccante dell'APOEL.

## Carriera

### Club
Bah è cresciuto nel settore giovanile del Renaissance, dove ha giocato del 2017 al 2021 fatta eccezione per un anno passato in prestito al FDC Vista in Russia. Il 13 luglio 2021 è stato acquistato dall'Olympiacos ed il 12 settembre ha debuttato nell'incontro di Super League Ellada pareggiato 0-0 contro l'Atromītos.

### Nazionale
Ha giocato nelle nazionali giovanili guineane Under-17 ed Under-23.
Nel 2024 è stato convocato dalla nazionale olimpica guineana per partecipare ai Giochi della XXXIII Olimpiade.

## Statistiche

### Presenze e reti nei club
Statistiche aggiornate al 24 luglio 2024.
| Stagione        | Squadra         | Campionato      | Campionato | Campionato | Coppe nazionali | Coppe nazionali | Coppe nazionali | Coppe continentali | Coppe continentali | Coppe continentali | Altre coppe | Altre coppe | Altre coppe | Totale | Totale | Totale |
| Stagione        | Squadra         | Comp            | Pres       | Reti       | Comp            | Pres            | Reti            | Comp               | Pres               | Reti               | Comp        | Pres        | Reti        | Pres   | Reti   |        |
| --------------- | --------------- | --------------- | ---------- | ---------- | --------------- | --------------- | --------------- | ------------------ | ------------------ | ------------------ | ----------- | ----------- | ----------- | ------ | ------ | ------ |
| 2021-2022       | Olympiacos      | SL              | 1          | 0          | CG              | 0               | 0               | UCL+UEL            | 0                  | 0                  |             | -           | -           | 1      | 0      |        |
| 2021-2022       | Olympiacos B    | BE              | 18         | 3          |                 | -               | -               |                    | -                  | -                  |             | -           | -           | 18     | 3      |        |
| 2022-2023       | Olympiacos B    | BE              | 22         | 9          |                 | -               | -               |                    | -                  | -                  |             | -           | -           | 22     | 9      |        |
| 2023-2024       | Olympiacos B    | BE              | 29         | 14         |                 | -               | -               |                    | -                  | -                  |             | -           | -           | 29     | 14     |        |
| Totale carriera | Totale carriera | Totale carriera | 70         | 26         |                 | 0               | 0               |                    | 0                  | 0                  |             | -           | -           | 70     | 26     |        |

## Palmarès

### Club

#### Competizioni nazionali
- Campionato greco: 1

Olympiacos: 2021-2022
- Supercoppa di Cipro: 1

APOEL: 2024